# Apeadeiro de Lares

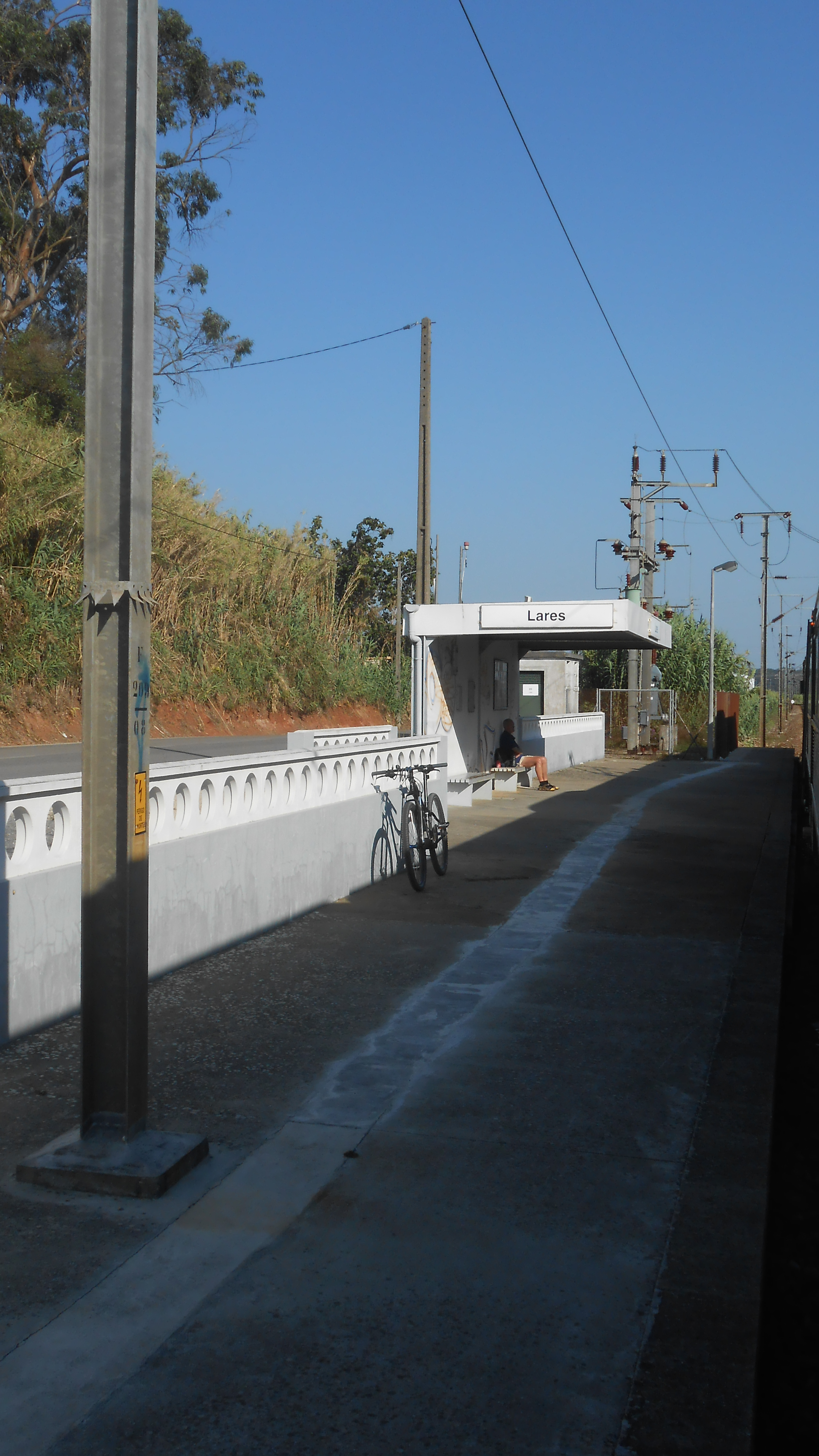
O apeadeiro de Lares, em 2014.

O Apeadeiro de Lares é uma gare da Linha do Oeste, que serve a localidade de Lares, no concelho de Figueira da Foz, em Portugal.

## Descrição
O apeadeiro de Lares tem acesso pela Avenida Beira Rio (EM-600), junto ao Casal do Andrade e à Central de Ciclo Combinado de Lares.[carece de fontes?] O edifício de passageiros situa-se do lado norte da via (lado direito do sentido ascendente, a Figueira da Foz).

## História
Este apeadeiro faz parte do troço entre Leiria e Figueira da Foz da Linha do Oeste, que abriu à exploração pública em 17 de Julho de 1888, pela Companhia Real dos Caminhos de Ferro Portugueses.